# 浜通り

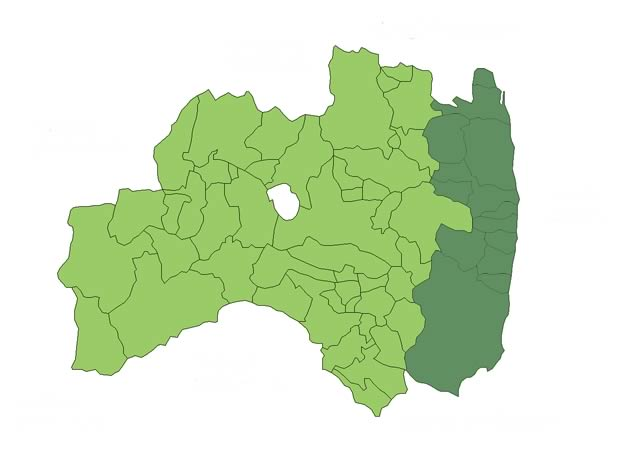
濃い緑の部分が浜通り地区

浜通り（はまどおり）は、福島県の東部にあたり、太平洋側沿岸の地域である。東の太平洋と、西の阿武隈高地に挟まれている。福島県は2つの山地（奥羽山脈と阿武隈高地）によって区切られており、西から順に会津地方・中通り・浜通りの3地域に区分される。
浜通り地区最大の都市は南部にあるいわき市で、人口の約75%が暮らしており、面積は約40%を占める。
福島県内のテレビ局はこの3地域に分けて天気予報を伝えることが多い。天気予報における「浜通り」とは、いわき市に所在する福島地方気象台小名浜観測所を指す。

## 概要
古代には、当時の日本の中心地だった畿内から陸奥国に通じる道として「海道」が当地を貫き、これが律令制以後に東海道と呼ばれた。「海道」がその道沿いにある地方名としても用いられたのに対し、東海道は多賀城までの道の名前としては使われたが、地方名としては常陸国を北限とし、当地は東山道に含まれた。中世には、とりわけ当地のみを指して海道あるいは東海道と呼ぶ例も見られる。
現代は、これらの律令時代からの道と似た経路で、東京を始点として鉄道（常磐線）と幹線道路（国道6号、常磐自動車道）が浜通りの南北を縦断している。なお、中通りとの東西連絡線としては、南部はいわき市の平から鉄道（磐越東線）と道路（国道49号、磐越自動車道）が通り、中部は双葉町新山から国道288号が通り、北部は相馬市の中村から国道115号が結んでいる。
また、夜ノ森を境にして、南（岩城氏領・磐城平藩領）と北（相馬氏領・中村藩領）に分ける場合もある。なお、福島県庁によるエリア区分では、南のいわき（いわき市）と北の相双（相馬氏領、岩城氏領のうち旧楢葉郡）に分ける場合もある。福島県東部は、戊辰戦争の結果、陸奥国が分割されて磐城国と命名された。この磐城国には、戦国時代に白河結城氏が治めた白河郡や、伊達氏の家臣亘理氏が治めた宮城県亘理郡の地域も含まれている。
多くの原子炉を持つ福島第一原子力発電所と福島第二原子力発電所が建設されたため、かつては「原発銀座」とも呼ばれた。2011（平成23年）の東日本大震災に誘発された福島第一原子力発電所事故を機に、廃炉作業が進められている。並行して除染と住民の帰還、産業の再生とロボット関連研究機関・企業の誘致といった復興が進められている。
福島県内の3地域で海に面する唯一の地域であり、漁業も盛んであるが、福島第一原発事故で海洋に流出した放射性物質の海産物への残留量を検査しながら漁業も再開されている。2019年（平成31年/令和元年）には養殖振興などの拠点となる福島県立の水産資源研究所が相馬市と新地町にまたがるエリアに開所した（震災に伴う津波で全壊した大熊町の水産種苗研究所の後継施設）。
著名な施設として、サッカーのナショナルトレーニングセンターであるJヴィレッジ（楢葉町・広野町）や、テレビ番組『ザ!鉄腕!DASH!!』の企画として設けられたDASH村（浪江町）がある。

## 地理

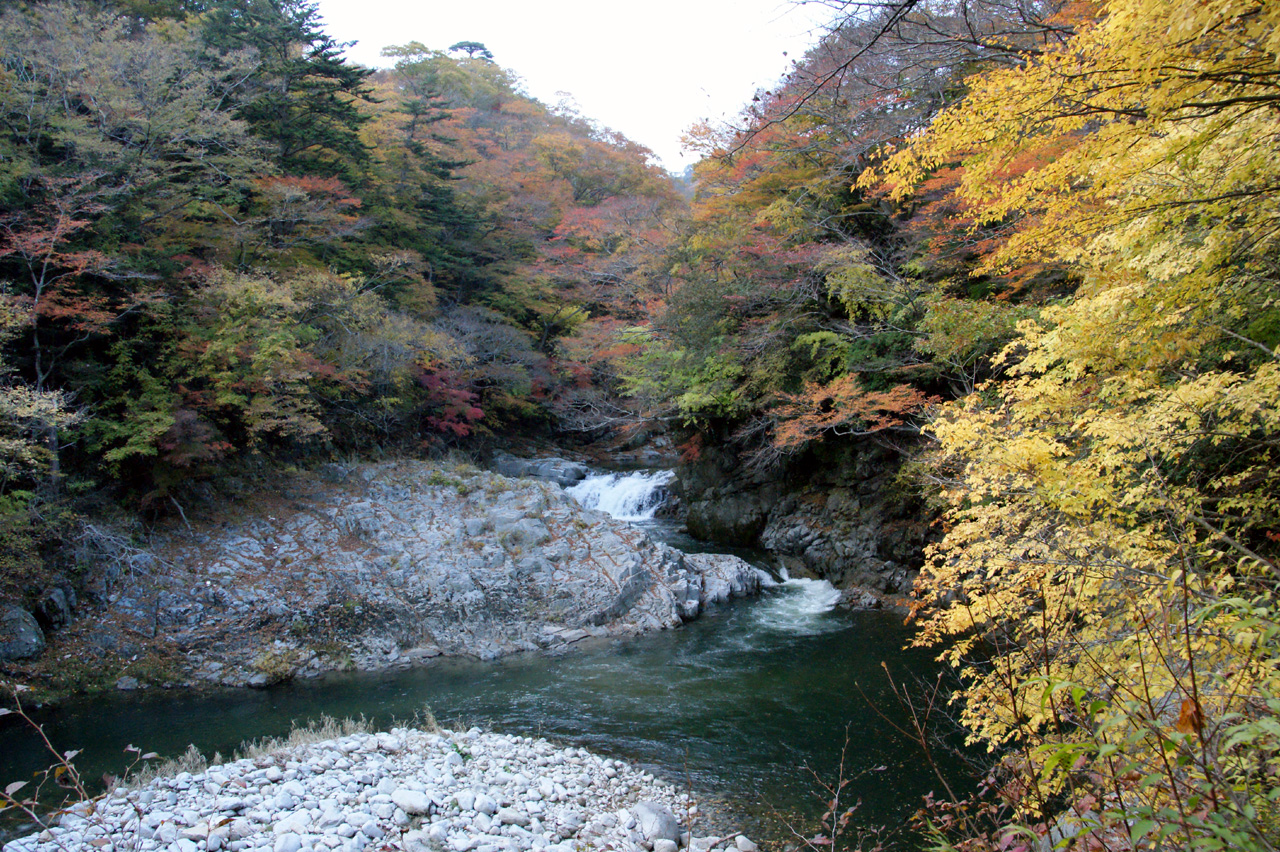
夏井川渓谷

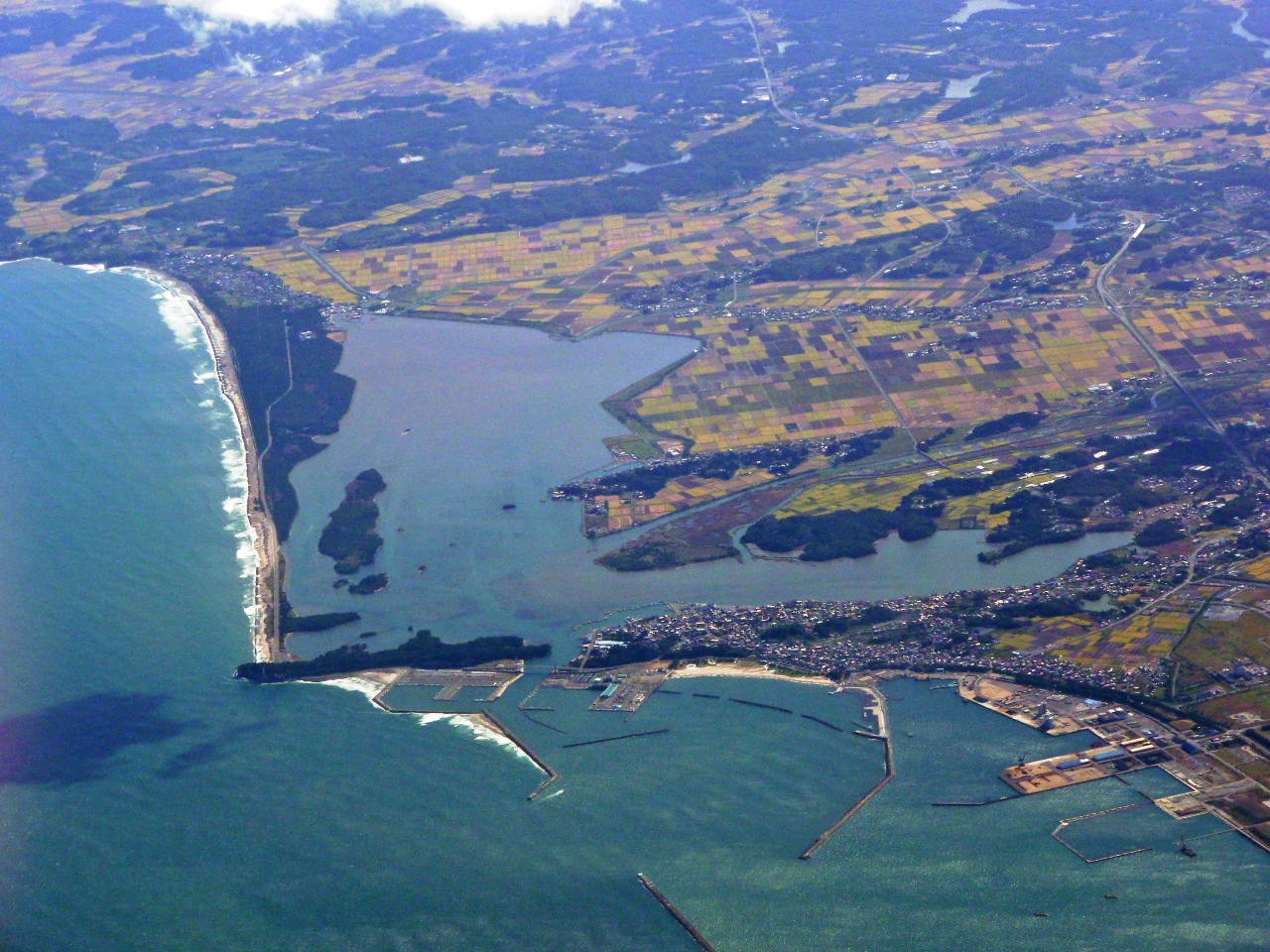
松川浦

浜通りは、1876年以前は磐前県（いわさきけん）という独立した県であり、中通り（1876年以前の福島県）や会津地方（1876年以前は若松県）とは別の県であった。
日本海からの季節風も奥羽山脈や阿武隈高地などに遮られるので、太平洋側気候に属し、冬でも雪は少なく、温暖な気候を呈している。阿武隈高地が西に連なっており、狭く細長い平野が縦断している。
海岸沿いには松川浦をはじめ、かつては井田川浦、八沢浦などの潟湖が多く、水運や漁業、製塩業などに用いられたが、多くは近代に入り干拓で縮小した。
- 川：鮫川、好間川、夏井川、木戸川、熊川、前田川、請戸川、新田川、宇多川
- 湖：松川浦、賢沼
- 海岸：波立海岸、菊多浦、新舞子海岸
- 高地：阿武隈高地
- 温泉：いわき湯本温泉、吉野谷鉱泉、折木鉱泉

### 浜通り海岸地域の地形と地質
浜通り地方の西側を占める阿武隈高地の地形説明は当該記事で述べる。東側、山地と海岸に挟まれた南北に細長い地域に地形の名はついていない。本節ではここを浜通り海岸地域、あるいは単に海岸地域と呼んで説明する。北北西 - 南南東 の方向に直線的に伸びる双葉断層を西の境界とし、北では宮城県亘理町から、南では福島県いわき市の北東部（久之浜の付近）までがここでいう海岸地域である。阿武隈山地も海岸線も南北方向に伸びているので、斜めに走る双葉断層で切り取られる海岸地域の幅は北で広く、南にいくほど狭い。南北に細長い三角形である。地域内を詳しく見ると、高度200メートル以下の低い丘陵と、何段にも分かれる河岸段丘、川沿いに広がる沖積低地という小地形が多数、それぞれ東西方向に伸びている。
浜通り海岸地域の基盤となるのは、比較的新しい新第三紀の堆積岩で、古生代～中生代の古い地層を基盤とする阿武隈高地とは対照的である。河岸段丘が占める面積の割合は南の方が多く、段丘面の数も南の方が多い。これは地形の隆起速度が南で速く、北では遅いためである。海岸地域は西に接続する阿武隈高地の隆起に引きずられて、ゆっくり隆起している。その速度は北部で1年に0.2ミリメートル、南部で0.5ミリメートルと推定されている。
海岸線は砂浜、崖、あるいは崖の前に砂浜が広がる地形となっている。隆起に伴い海岸段丘も作られており、海岸侵食が強く、南相馬市や富岡町では年平均0.4メートルほど海岸線が後退している。削られた陸地により、海側には幅約2.5キロメートルの海食台ができており、これが約7000年前に海面水準が現在のものになった時の海岸線に対応していると考えられる。7000年前の海岸は2.5キロメートル先だったということである。

## 歴史

### 古代
7世紀前半の浜通りには、菊多国造、石城国造、染羽国造、浮田国造などが割拠していた。7世紀中葉には、高国造、菊多国造、石城国造の3つが統合されて多珂国となり、その南限が「助川」こと日立市で、北限が「苦麻」の村と呼ばれた大熊であった。この多珂国では、助川は「道前（道の口）」、苦麻の村は「道後（道の尻）」とも呼ばれていた。
7世紀後半になると、律令制が浸透して中央集権国家が形成され、苦麻以南である多珂国は常陸国に編入され、長塚以北は陸奥国に編入された。そして、奈良時代当初の718年には、現在の平潟トンネルを境に北側は分離され、現在の関田から亘理までは石城国として分立した。そして、この平潟トンネルの崖のすぐ北には、「勿来関」と呼ばれる菊多関が設置された。しかし、720年代になると、石城国は陸奥国に再編入された。

### 中世

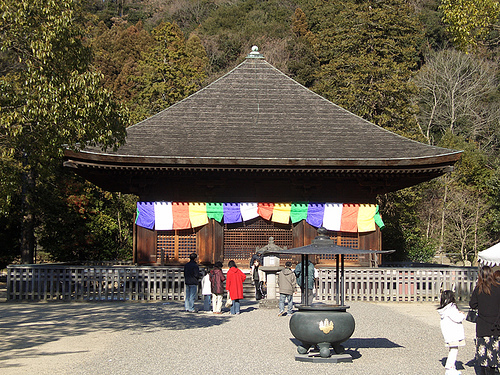
白水阿弥陀堂

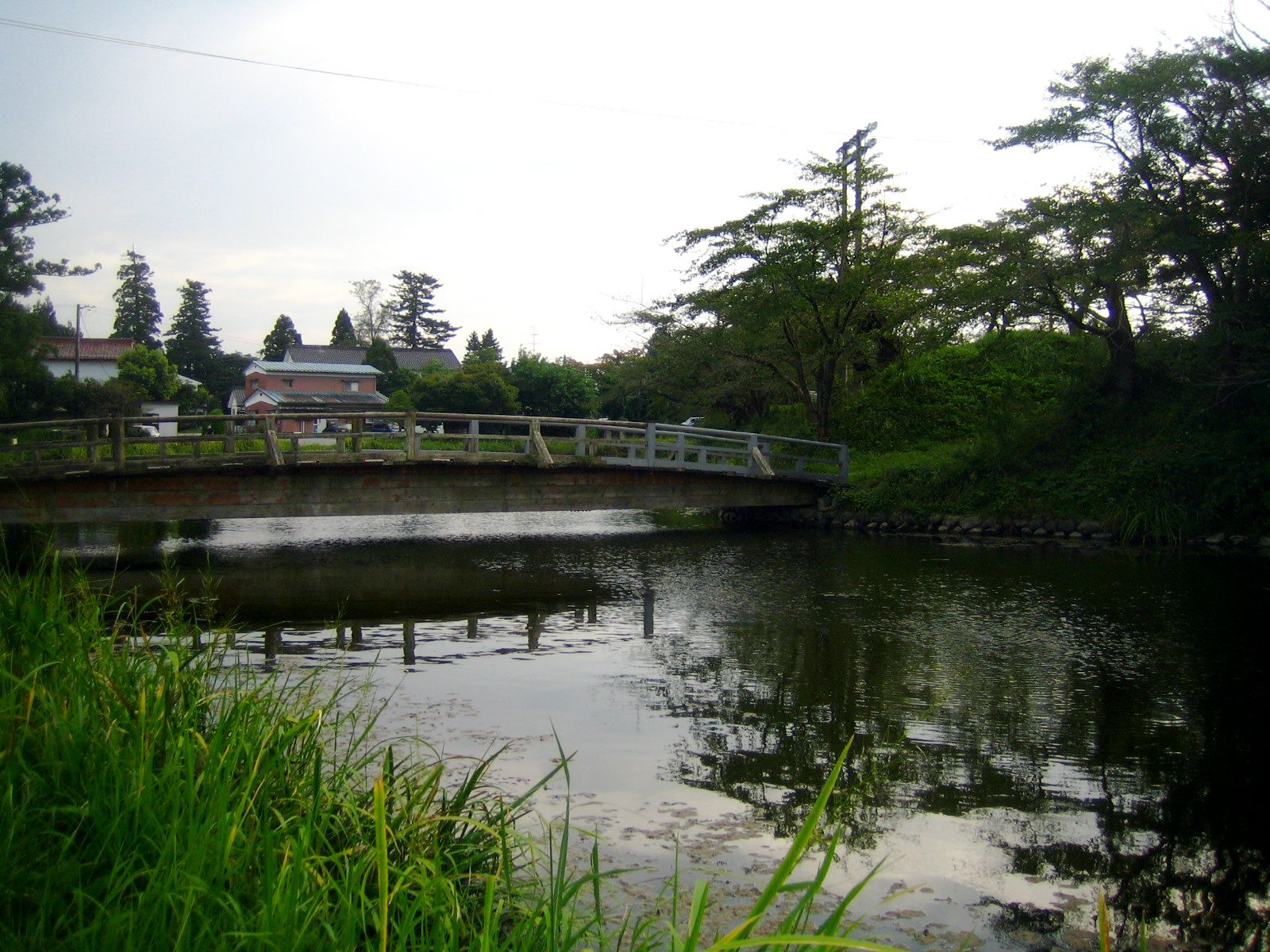
中村城の堀

11世紀中期には後三年の役の結果として飯野八幡宮が建立され、常陸平家の岩城氏が常陸府中から飯野平に転入し、平泉藤原氏と姻戚関係を持って勢力を伸ばし、白水阿弥陀堂を建てて浜通り南部（菊多郡、岩城郡、磐前郡、楢葉郡、標葉郡）を領土に収めた。
文治5年（1189年）の奥州合戦で功績があった千葉常胤は、陸奥国で得た恩賞を子に分け与えた。その一人が相馬師常で、宇多郡、行方郡の地頭となった。
南北朝時代になると、相馬氏は小高を本拠地として北朝方につき、岩城氏は初めのうち南朝方についたが、後に北朝方についた。南北朝時代～室町時代には、海道、仙道（山道）、会津という後の浜通り、中通り、会津に対応する地域区分が現われた。海道は東海道とも呼ばれ、岩崎郡（後の磐前郡）、岩城郡、楢葉郡、標葉郡、行方郡の5郡が該当した。後の福島県内でも宇多郡は入らない。北朝の勝利が確定した後も、陸奥国では奥州管領・奥州探題や鎌倉公方の対立のせいで上位権力が分裂する時代が続いた。そこで相馬・岩城を含む海道5郡の10氏は、応永17年（1410年）に五郡一揆を結んで相互の協力による紛争解決を約した。
戦国時代になると、相馬氏（本拠地：小高→中村）が標葉氏（本拠地：請戸→権現堂）を滅ぼし、標葉郡を領土に収めて勢力を拡張し、岩城氏（本拠地：飯野平→長友→白土→飯野平）と境界を接した。この相馬氏領と岩城氏領の境界が、熊川の2km南に位置する夜ノ森であった。
西には現在の福島県中通り中部を領土とする田村氏（本拠地：船引・三春）や蘆名氏（本拠地：会津若松・岩瀬・須賀川）が、南には現在の茨城県北部（本拠地：常陸太田→水戸）を領土とする佐竹氏が、北には現在の福島県中通り北部から山形県南東部（本拠地：信夫、伊達→米沢）を領土とした伊達氏が、それぞれ勢力を拡大した。伊達氏が現在の宮城県に本拠地を移したのは、豊臣政権の政策によるものである（本拠地：米沢→岩出山→仙台）。
この戦国時代において、浜通りは佐竹・伊達・田村・蘆名の4勢力の緩衝地帯、特に熊川・富岡は相馬と岩城を加えた6勢力の緩衝地帯となった。そして、相馬氏領と伊達氏領の境界が、相馬氏の本拠地だった中村に近い駒ヶ嶺であった。一方、岩城氏領と佐竹氏領の境界は、律令時代と同じく勿来であった。

### 近世
豊臣秀吉が関白に任官すると、領土争いを続けていた岩城氏と相馬氏は和睦し、共に蘆名氏の領土を侵攻する伊達政宗には常陸太田を本拠地とする佐竹氏と連合軍を形成して対抗した。人取橋の戦いはその事端といえる。その後、田村郡が伊達氏の属領となったため、岩城氏と相馬氏は現在の国道288号を経由して田村氏の領内に攻め入るなどした。友軍であった蘆名氏・二階堂氏の滅亡後、岩城氏は伊達氏と和睦したが、小田原征伐の直後に当主・岩城常隆が死去したため佐竹義重の三男・貞隆が岩城氏の名跡を継いでいる。これは常隆の母が義重の妹であった事と豊臣政権の政策によるものという見方が強い。小田原征伐後の豊臣政権下において伊達氏は蘆名領を没収され岩出山に本拠を移されたが、岩城氏と相馬氏はそのまま自領の統治を認められた。佐竹氏との同盟的立場にも変わりはなかったといえる。1600年の関ヶ原の戦いで、岩城氏と相馬氏は、佐竹義宣と共に西軍寄りとみなされ、結果、両氏ともに徳川家康によって領土を没収された。
相馬氏は関ヶ原の後には相馬三胤が江戸幕府に訴訟を起こし奔走した。徳川家康の直臣・本多正信の説得を得たことで、旧領である浜通り北部へ復帰を果たし、浜通り北部は引き続き相馬氏が治める中村藩の領地となった。浪江の大堀相馬焼や中村城下の相馬駒焼などの陶磁器産業は、この徳川藩政時代に始まったものである。
その一方で、岩城氏は飯野平から追放され、亀田（由利本荘市北部）に飛ばされた。これに代わって、浜通り南部には徳川家康の重臣である鳥居忠政が入り、飯野平は磐城平に改名された。こうして、徳川藩政時代の浜通り南部は、徳川将軍家の友人（譜代）が治める磐城平藩の領土となり、内藤氏や安藤氏など藩主は何度か入れ替わったが、最も安定した時期が安藤氏の治世であった。
また、江戸時代の藩校として、磐城平城下の施政堂、中村城下の育英館があった。これらが戊辰戦争後の磐城中学校→磐城高校（磐城平城跡の近く）や相馬中学校→相馬高校（中村城跡の近く）の源流にもなった。

### 近現代

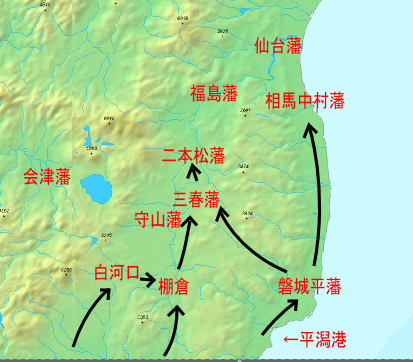
浜通りの戊辰戦争のルート

1868年に勃発した戊辰戦争では、磐城平藩と中村藩は、仙台藩などと共に奥羽越列藩同盟に加わり、薩長軍（明治政府軍）に敗れた。この戊辰戦争の結果、磐城平には明治政府の占領地政府である「民政局」が設置され、安藤氏の城下町であった「磐城平」は単なる「平」に改名された。また、1869年1月19日に陸奥国は分割され、阿武隈川以東の地域が磐城国とされた。
1871年8月29日の廃藩置県によって、浜通り南部は平県、浜通り北部は中村県となり、これら2県は1872年1月9日に合併されて磐前県となった。1876年4月22日には、亘理郡・伊具郡・刈田郡が宮城県から磐前県に入れ替えられた。しかし、1876年8月21日には、亘理・伊具・刈田の3郡は宮城県に復帰し、磐前県は福島県1876年以前の県域（中通り）や若松県（会津地方）と合併され、福島県の一部となって現在に至っている。

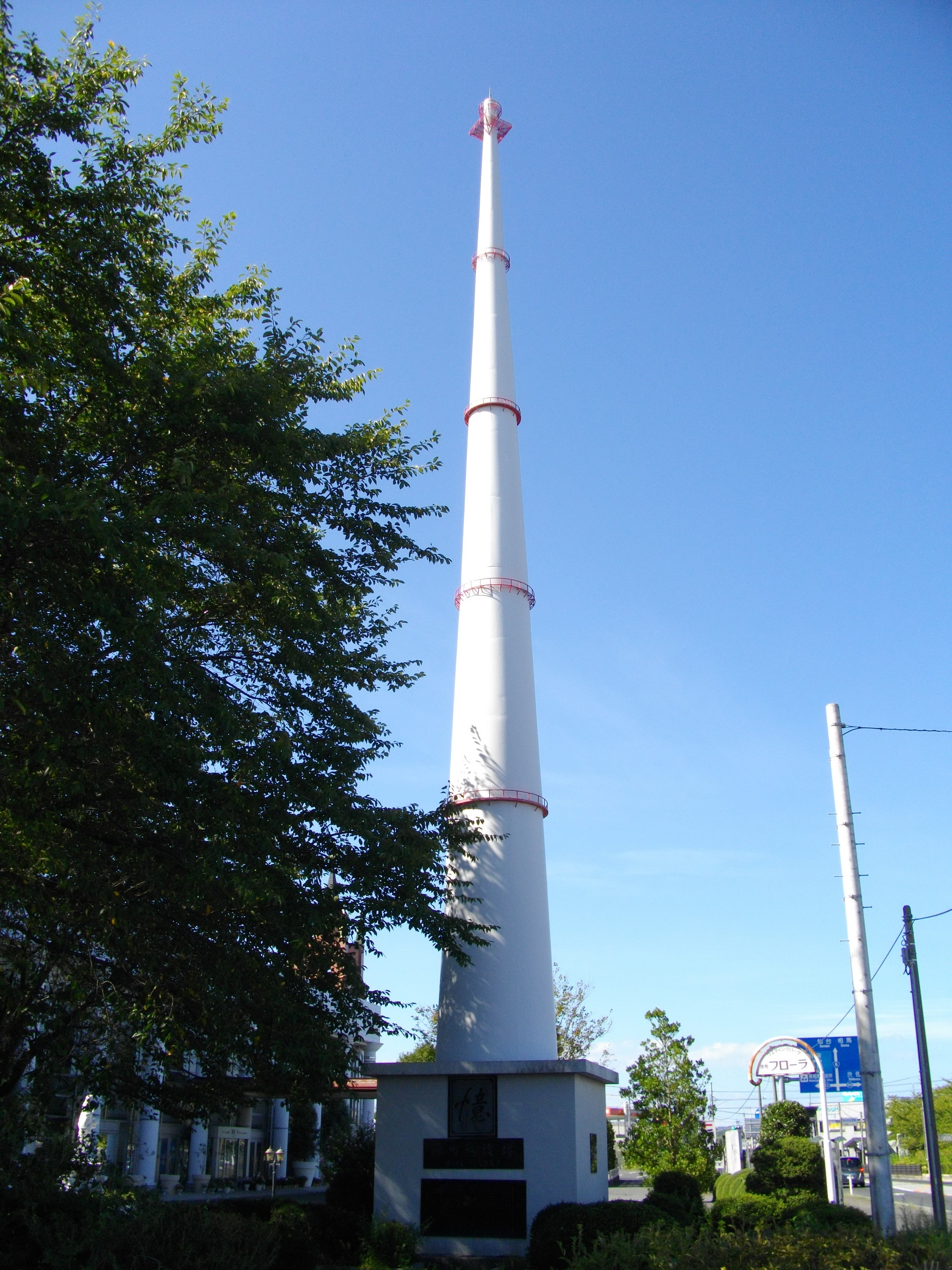
縮小復元された原町無線塔

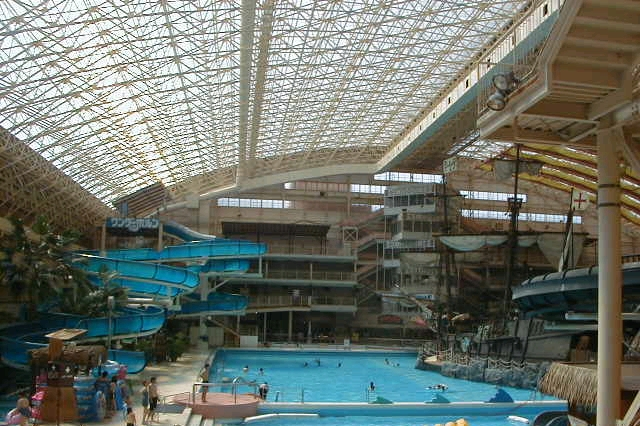
スパリゾート・ハワイアンズ

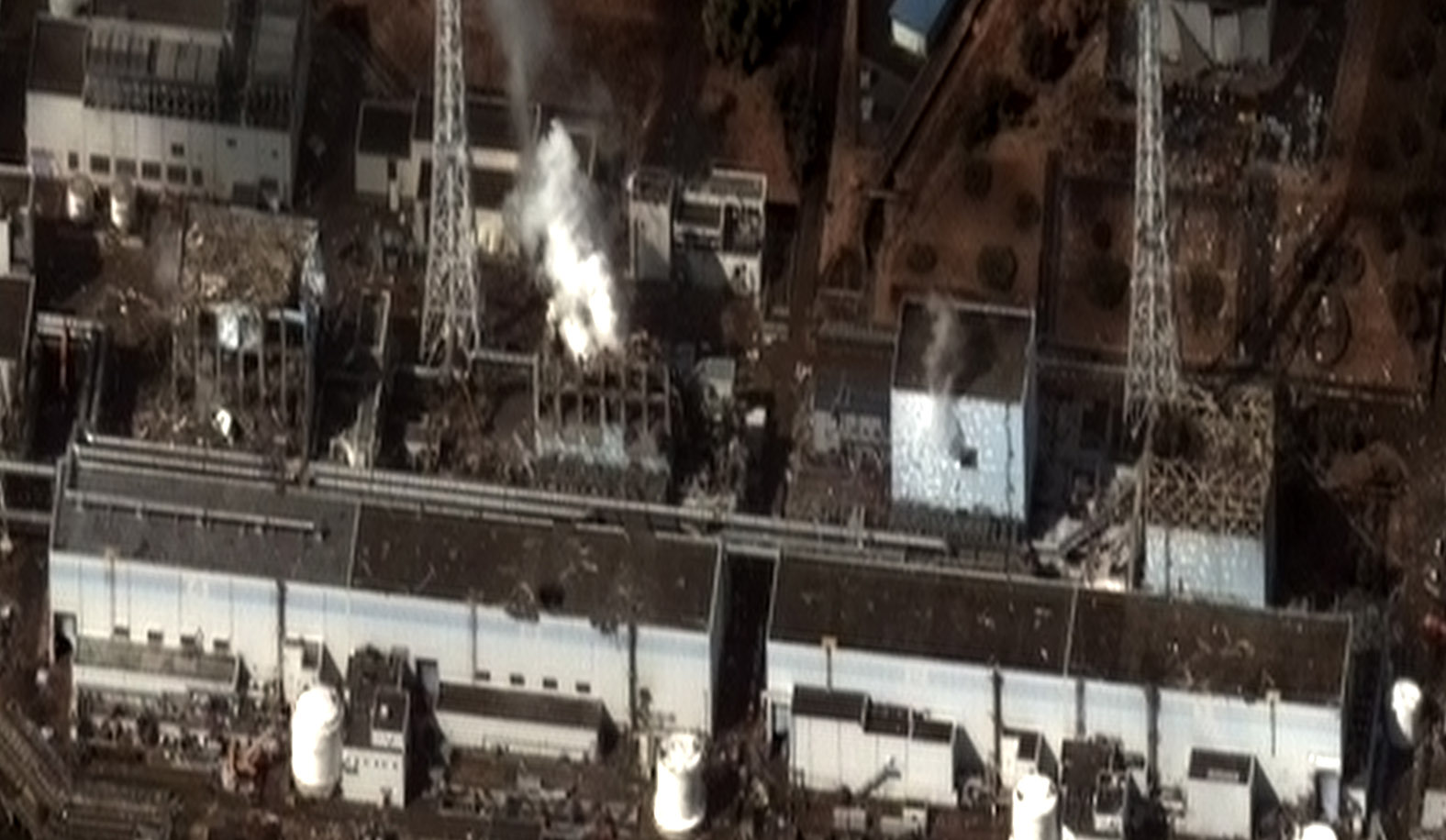
福島第一原子力発電所事故

20世紀前半、即ち殖産興業期から高度経済成長期までは、久慈川と夜ノ森の間（7世紀中葉の多珂国の範囲）の一帯には、長州閥の久原房之助が創業した常磐炭田の営む炭鉱町が点在した。また、常磐炭田の石炭を東京に輸送する鉄道として常磐線が敷設された。同じく、夜ノ森以北（江戸時代の中村藩の領土）では森林開発が行われて森林鉄道も敷設され、浪江や原町を発着点として、旧中村藩内の木材も東京に輸送されていた。また、エネルギー源以外での著名な歴史遺産として、1923年9月1日の関東大震災を世界中に報じた原町無線塔が有名である。
ところが、20世紀後半、高度経済成長期になると、常磐炭田と森林鉄道は閉鎖され、浜通りは「炭鉱地帯」「木材地帯」から「電源地帯」に転換され、原子力発電所や火力発電所が多数建設された。小名浜の臨海工業地域や、「苦麻」こと大熊に建設されて2011年に事故を起こした福島第一原発（1967年着工）は、この高度経済成長期に建設された施設である。
炭鉱が閉鎖される過程で行われた地域振興策が、常磐ハワイアンセンター（現在のスパリゾート・ハワイアンズ）の建設とフラガールによるフラダンスショーであった。そして「電源地帯」に変わった後の浜通りでは、発電所の特例財源を利用して整備されたJヴィレッジや、逆に発電所に頼らない地域作りであるDASH村など、様々な地域振興の取り組みが実践された。
2011年3月11日に発生した東北地方太平洋沖地震（14:46女川沖M9、15:15鹿嶋沖M7）では、浜通りの大部分の地域で震度6強を観測し、沿岸は大津波に襲われ、大震動によるインフラや建造物の倒壊も相次いだ。そして、この地震に誘発された福島第一原発事故は、全世界に衝撃を与えた。
2018年時点、事故直後に比べて避難地域は縮小しているものの、福島第一原発の事故処理と福島第二原子力発電所の廃炉作業は今後も長く続く見通しである。農水産業や観光への風評被害、震災以前からの傾向であった人口減少の加速といった課題が山積している。
福島県は新たな浜通り振興策として、廃炉関連のほか、廃炉作業にも寄与するロボット、再生可能エネルギー産業の集積を図る「福島・国際研究産業都市（イノベーション・コースト）構想」を進めている。

## 地域

### 南北間の違い
浜通りの交流圏や歴史的風土は、夜ノ森を境にして異なる。「夜ノ森」という地名の由来は、戦国時代に岩城氏と相馬氏が領有権を争って「余（＝我）の森」を主張し、その境界線となったことに由来すると言われている。同様の由来から、富岡には「小良ヶ浜」（おらがはま）、大熊には「小良浜」（おらはま）という地名も存在する。
夜ノ森以南
- 7世紀中葉には多珂国の領土だった。
- 平安時代中葉から戦国時代までは岩城氏の領土で、江戸時代には磐城平藩の領土であった。
- 岩城氏に因んだ寺院として、白水阿弥陀堂がある。又、岩城氏の家臣団を含めた城郭として、岩城四十八館が点在していた。
- 磐城平藩に因んだ郷土芸能として、じゃんがら念仏踊りが有名である。
- 殖産興業期から高度経済成長期まで、常磐炭田が存在した。

夜ノ森以北
- 7世紀前半には、染羽国造と浮田国造が分立していた。
- 鎌倉時代から戊辰戦争終結までの740年にわたって相馬氏が治めた土地であり、江戸時代には中村藩の領土であった。
- 相馬氏に因んだ郷土芸能として、相馬野馬追が有名である。
- 中村藩以来、陶磁器が特産品となっている（大堀相馬焼）。
- 殖産興業期から高度経済成長期まで森林鉄道が存在した。

（※ 相馬氏領と伊達氏領の境は駒ヶ嶺城であり、新地町域は1591年から1868年まで仙台藩主伊達氏の領土であった。）
（※ 標葉郡は1492年に相馬氏領となったため相馬氏が治めた期間は約370年。平安時代末期から相馬氏に滅ぼされるまでは標葉氏が約340年にわたり治めた。）

### 交流圏
浜通りは太平洋と阿武隈高地に挟まれているため、同じ海沿いに当たる常磐線沿いの市町村との交流が多く、夜ノ森以南は水戸との、夜ノ森以北は仙台との関係が深い。このため、福島市（県庁所在地）や郡山市（経済の中心地）を抱える中通りからは独立した地域圏を形成している。方言は浜通り方言が話される。
夜ノ森以南は、東北の他の地域よりも、日立市や水戸など茨城県北部との関係が深く、方言である岩城弁も水戸弁（茨城県北方言）に近い。同じく、夜ノ森以北は、福島県の他の地域よりも、亘理や仙台など宮城県南部との関係が深く、方言である相馬弁も仙台弁に近い。
交通圏も、常磐線や常磐自動車道など南北の交通の便の良さから、空港利用の際も福島空港より、北部は仙台空港、南部は茨城空港の方が利用しやすい。
観光宣伝を見ても、茨城県北部の中郷SAや日立駅などでは、いわき市の物産が販売されている。また、道の駅そうまの駐車場のスピーカーからは、エフエム仙台 (Date FM)がBGMの代わりに流されている。タウン情報誌でも、「タウンマガジンいわき」は、東日本大震災（福島第一原発事故）の発生前には、水戸から新地までを取材エリアに収めていた（原発事故後は、取材エリアは広野以南のみ）。
（参考）水戸 - 仙台の距離
水戸 - (66km) - 勿来 - (29km) - 平 - (24km) - 広野 - (20km) - 夜ノ森 - (31km) - 原町 - (20km) - 中村 - (7km) - 駒ヶ嶺 (49km) - 仙台

### 広域行政圏

福島県の地域区分図

相双地方振興局管内
人口：195,938人（2010年国勢調査）
- 相馬広域行政圏 - ウェイバックマシン（2004年11月12日アーカイブ分）
  - 相馬市
  - 南相馬市
  - 相馬郡
    - 新地町 - 飯舘村
- 双葉広域行政圏
  - 双葉郡
    - 広野町 - 楢葉町 - 富岡町 - 川内村 - 大熊町 - 双葉町 - 浪江町 - 葛尾村

いわき地方振興局管内
人口：342,198人（2010年国勢調査）
- いわき市（中核市）

### 都市圏
一般的な都市圏の定義については「都市圏」を参照
| 自治体 ('80) | 1980年                   | 1990年                   | 1995年                   | 2000年                   | 2005年                   | 2010年                   | 2015年                   | 自治体 （現在） | 広域圏          |
| ------------ | ------------------------ | ------------------------ | ------------------------ | ------------------------ | ------------------------ | ------------------------ | ------------------------ | --------------- | --------------- |
| 相馬市       | -                        | -                        | -                        | -                        | -                        | 南相馬 都市圏 11万6919人 | 南相馬 都市圏 9万6353人  | 相馬市          | 相馬 広域行政圏 |
| 原町市       | 原町 都市圏 7万4296人    | 原町 都市圏 7万7162人    | 原町 都市圏 7万7860人    | 原町 都市圏 7万5020人    | 原町 都市圏 7万2837人    | 南相馬 都市圏 11万6919人 | 南相馬 都市圏 9万6353人  | 南相馬市        | 相馬 広域行政圏 |
| 鹿島町       | 原町 都市圏 7万4296人    | 原町 都市圏 7万7162人    | 原町 都市圏 7万7860人    | 原町 都市圏 7万5020人    | 原町 都市圏 7万2837人    | 南相馬 都市圏 11万6919人 | 南相馬 都市圏 9万6353人  | 南相馬市        | 相馬 広域行政圏 |
| 小高町       | 原町 都市圏 7万4296人    | 原町 都市圏 7万7162人    | 原町 都市圏 7万7860人    | 原町 都市圏 7万5020人    | 原町 都市圏 7万2837人    | 南相馬 都市圏 11万6919人 | 南相馬 都市圏 9万6353人  | 南相馬市        | 相馬 広域行政圏 |
| 新地町       | -                        | -                        | -                        | -                        | -                        | 南相馬 都市圏 11万6919人 | -                        | 新地町          | 相馬 広域行政圏 |
| 飯舘村       | -                        | -                        | -                        | -                        | -                        | -                        | -                        | 飯舘村          | 相馬 広域行政圏 |
| 楢葉町       | -                        | -                        | -                        | -                        | -                        | -                        | -                        | 楢葉町          | 双葉 広域行政圏 |
| 富岡町       | -                        | -                        | -                        | -                        | -                        | -                        | -                        | 富岡町          | 双葉 広域行政圏 |
| 川内村       | -                        | -                        | -                        | -                        | -                        | -                        | -                        | 川内村          | 双葉 広域行政圏 |
| 大熊町       | -                        | -                        | -                        | -                        | -                        | -                        | -                        | 大熊町          | 双葉 広域行政圏 |
| 双葉町       | -                        | -                        | -                        | -                        | -                        | -                        | -                        | 双葉町          | 双葉 広域行政圏 |
| 浪江町       | -                        | -                        | -                        | -                        | -                        | -                        | -                        | 浪江町          | 双葉 広域行政圏 |
| 葛尾村       | -                        | -                        | -                        | -                        | -                        | -                        | -                        | 葛尾村          | 双葉 広域行政圏 |
| 広野町       | いわき 都市圏 34万7408人 | いわき 都市圏 36万1286人 | いわき 都市圏 36万6207人 | いわき 都市圏 36万5864人 | いわき 都市圏 36万0025人 | いわき 都市圏 34万7667人 | いわき 都市圏 35万4556人 | 広野町          | 双葉 広域行政圏 |
| いわき市     | いわき 都市圏 34万7408人 | いわき 都市圏 36万1286人 | いわき 都市圏 36万6207人 | いわき 都市圏 36万5864人 | いわき 都市圏 36万0025人 | いわき 都市圏 34万7667人 | いわき 都市圏 35万4556人 | いわき市        | -               |

- 2006年1月1日：原町市と相馬郡小高町、鹿島町が新設合併して南相馬市となった。

## 発電所

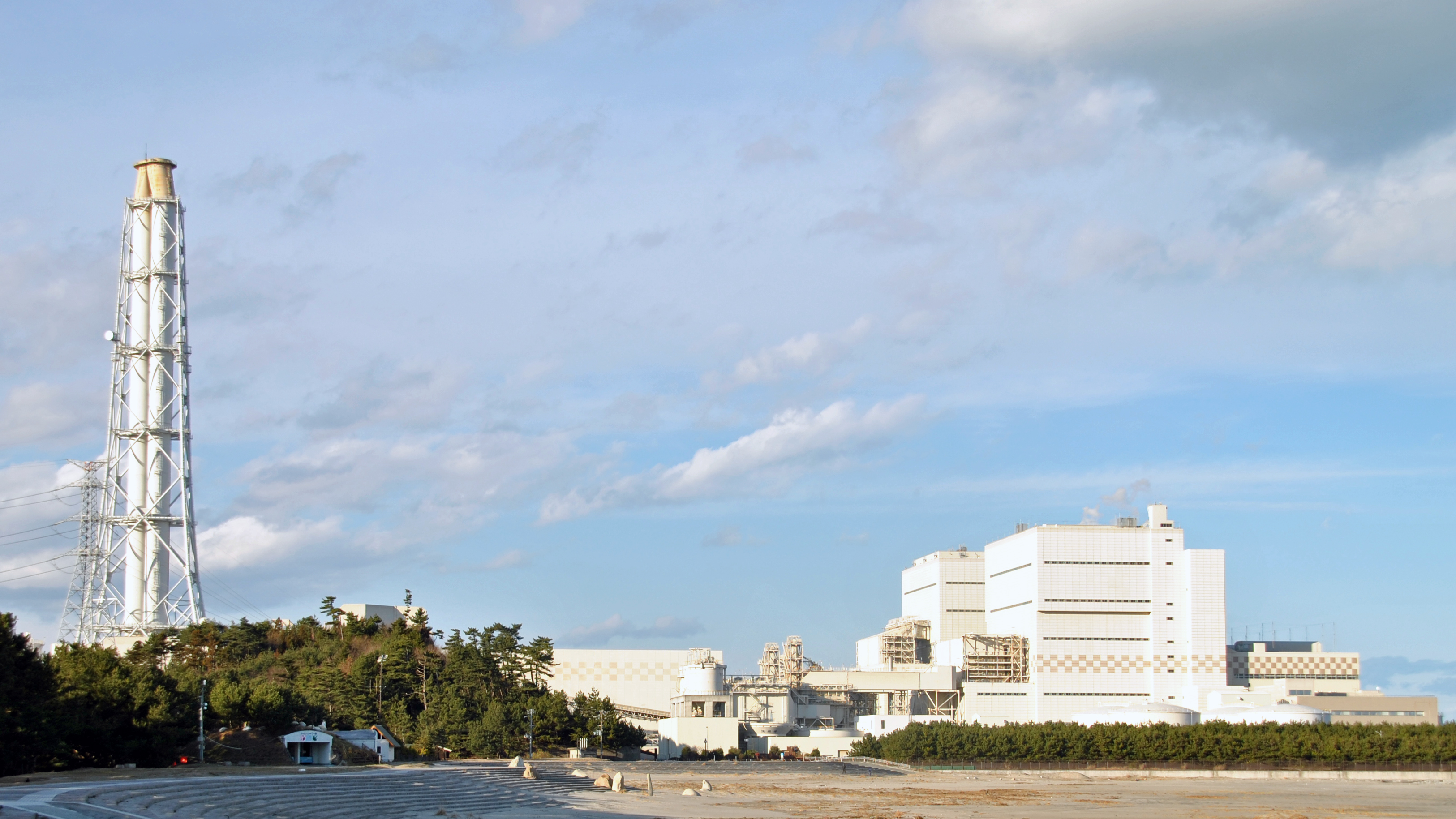
原町火力発電所

### 原子力発電所
- 福島第一原子力発電所（大熊町、双葉町）
- 福島第二原子力発電所（富岡町、楢葉町）

### 火力発電所
- 勿来発電所
- 広野火力発電所
- 原町火力発電所
- 新地発電所

## 芸能

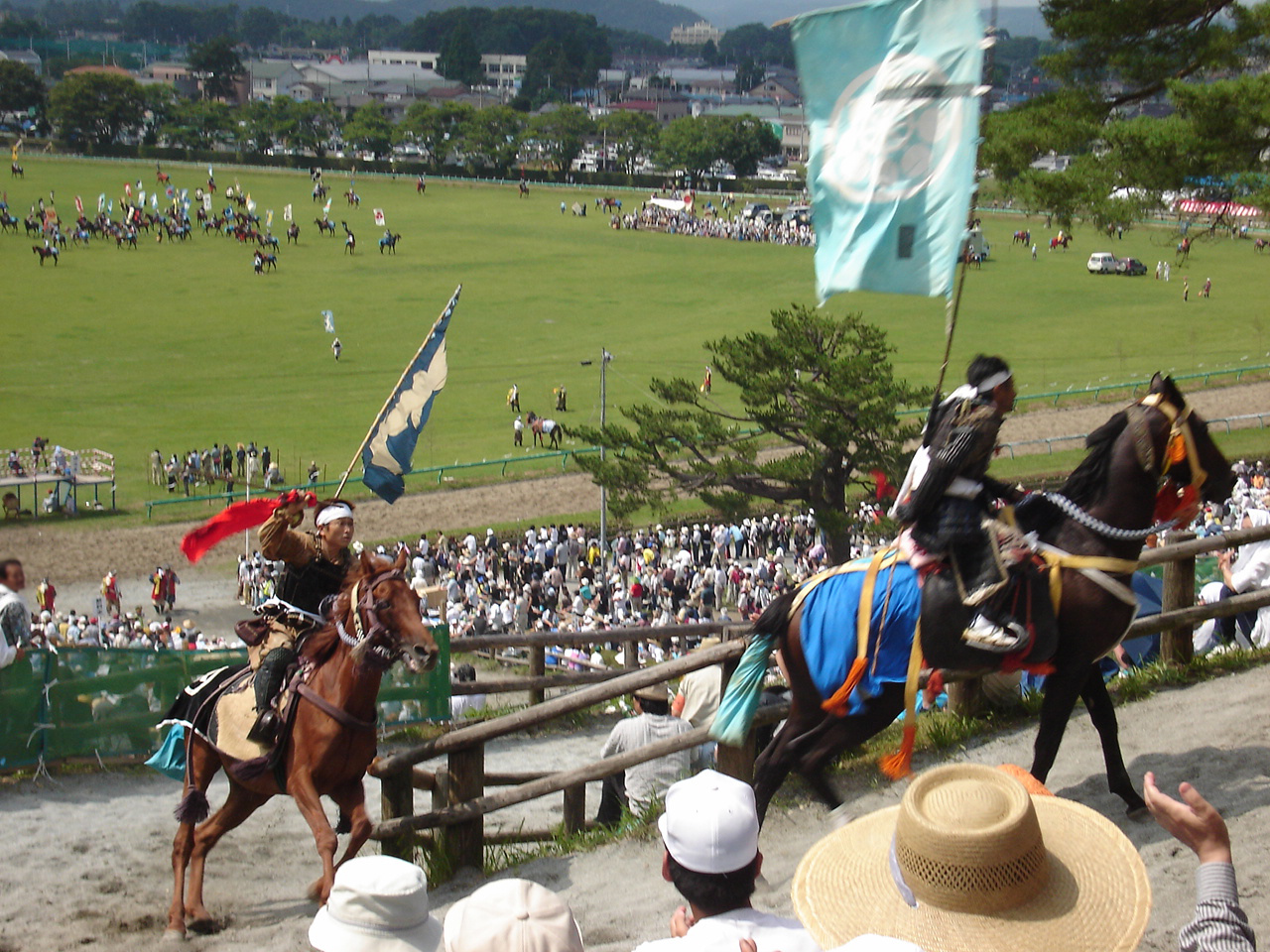
相馬野馬追

### 郷土芸能（祭事）
- 相馬野馬追
- じゃんがら念仏踊り
- 宝財踊り

### 歌謡
- みだれ髪（美空ひばり）：薄磯（平郊外）
- 童謡「汽車」：広野駅
- 相馬盆唄、相馬流れ山：中村（相馬市中心部）

### テレビ番組
TOKIOが出演する日本テレビの番組『ザ!鉄腕!DASH!!』は、浜通りとの関係が深い。浪江町津島の「DASH村」を初め、いわき市四倉のフタバスズキリュウ化石跡も紹介された。また、震災前には浜通りの菓子メーカーが「DASH村」に出向くこともあった。

### 浜通りを舞台にした作品
- はね駒：中村が舞台。
- フラガール：常磐湯本が舞台。
- あいときぼうのまち：南相馬市と双葉町が舞台[19]。
- 家路：警戒区域内が舞台。
- フラガールと犬のチョコ：いわき市と双葉町が舞台
- 浜の朝日の嘘つきどもと：南相馬市が舞台。
- Fukushima 50：福島第一原子力発電所事故が舞台。
- フラ・フラダンス：いわき市が舞台。
- 広島藩の志士：小説のラストシーンは浪江の戦いが舞台。

## 交通

### 鉄道
- 常磐線
- 磐越東線

### バス
- 福島交通相馬営業所
- 東北アクセス本社営業所
- 新常磐交通北営業所
- 東北アクセス双葉営業所
- 新常磐交通いわき中央営業所
- ジェイアールバス関東いわき支店

### 道路

#### 高速道路
- 常磐自動車道
- 磐越自動車道

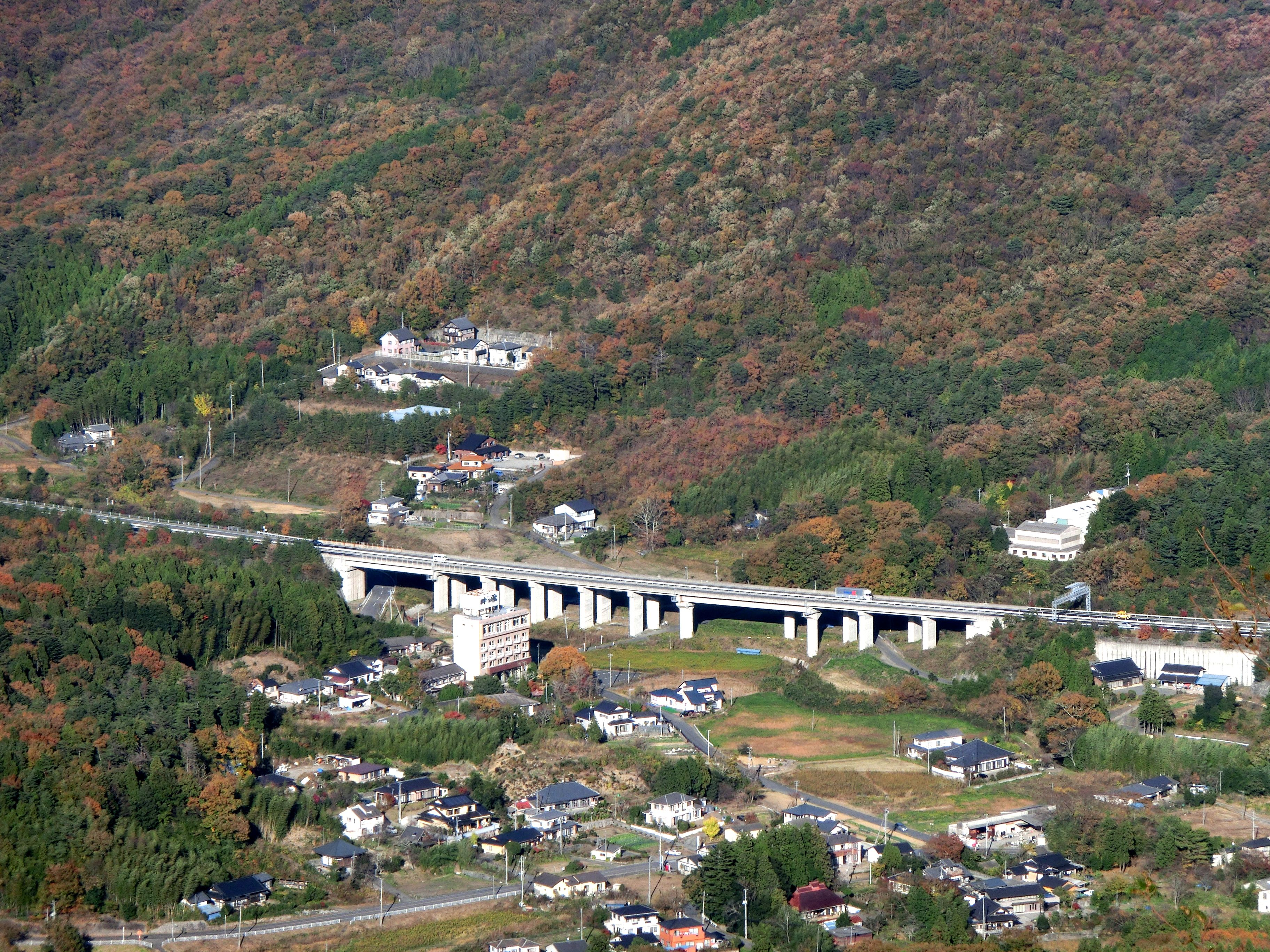
磐越自動車道

- 東北中央自動車道（相馬福島道路）- 建設中

#### 国道・主要県道
南北軸
- 国道6号

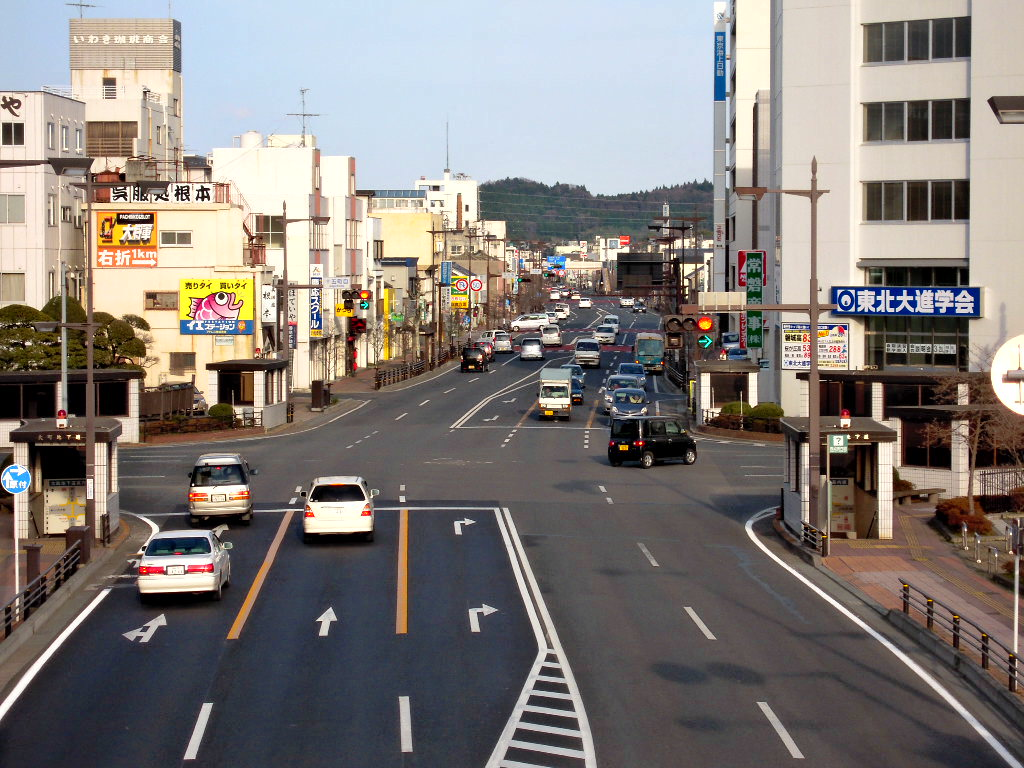
旧国道6号と国道399号の交点
（いわき市平・十五町目交差点）

- 国道399号（平 - 川内 - 津島 - 保原 - 南陽）
- 県道34号相馬浪江線（相馬 - 原町 - 浪江）
- 県道35号いわき浪江線（下神谷 - 富岡 -双葉 - 浪江）

東西軸
- 国道113号（新地 - 白石 - 南陽 - 荒川）
- 国道115号（中村 - 福島 - 猪苗代）
- 県道12号原町川俣線（原町 - 川俣 - 福島）
- 国道114号（浪江 - 川俣 - 福島）
- 国道459号（浪江 - 二本松 - 喜多方 - 津川）
- 県道50号浪江三春線（浪江 - 葛尾 - 三春）
- 国道288号（双葉 - 大熊 -  田村 - 郡山）
- 県道36号小野富岡線（富岡 - 川内 - 小野）
- 国道49号（平 - 郡山 - 会津若松 - 新潟）
- 国道289号（勿来 - 棚倉 - 白河 - 田島 - 只見）

#### 道の駅

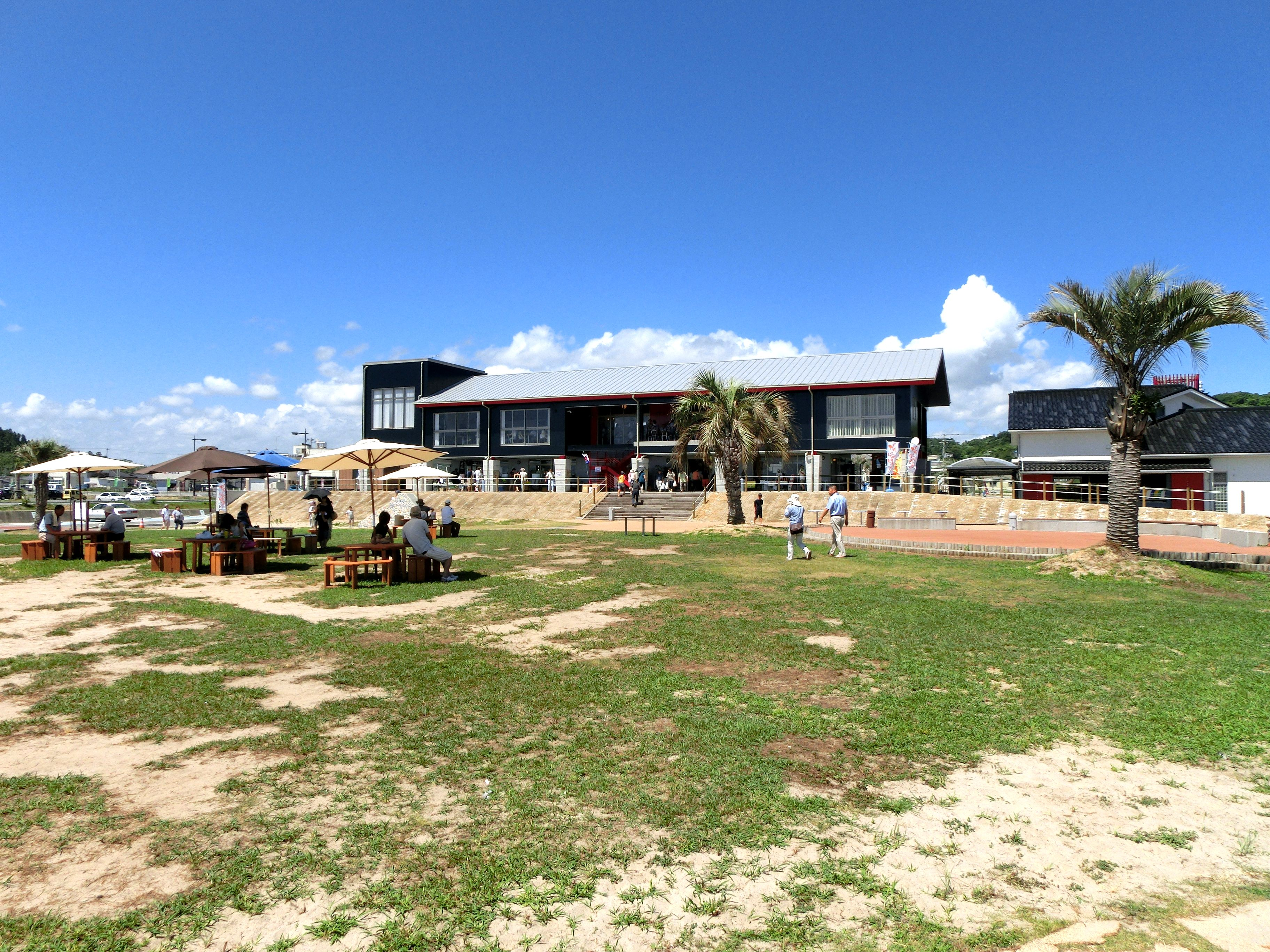
道の駅よつくら港

- 道の駅そうま
- 道の駅南相馬
- 道の駅なみえ
- 道の駅ならは
- 道の駅よつくら港

### 港湾
- 小名浜港
  - いわき小名浜みなとオアシス
- 松川浦漁港
- 相馬港
- 江名港
- 中之作港
- 久之浜港
- 四倉港
- 釣師浜漁港
- 請戸漁港

## メディア
- いわき民報：いわき市を対象地域とする夕刊紙
- いわき市民コミュニティ放送：いわき市を放送対象地域とするコミュニティFM局。愛称は「SEA WAVE FMいわき」。

この他正式な放送エリアではないもののいわき市の一部地域では在京民放（キー局）とNHK教育（Eテレ）東京・NHK水戸放送局、相馬市と新地町、南相馬市の一部地域では在仙民放とNHK仙台放送局を視聴することが可能。